# Fritz Gerlich

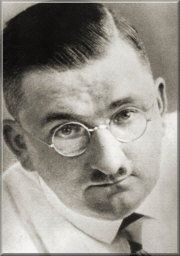
Fritz Gerlich (1929)

Carl Albert Fritz Michael Gerlich (* 15. Februar 1883 in Stettin; † 1. Juli 1934 im KZ Dachau) war ein deutscher Journalist und Archivar. Gerlich leistete von 1931 bis zu seiner Festnahme am 9. März 1933 publizistischen Widerstand gegen Adolf Hitler, die NSDAP und den Nationalsozialismus in Bayern und im Deutschen Reich.

## Leben

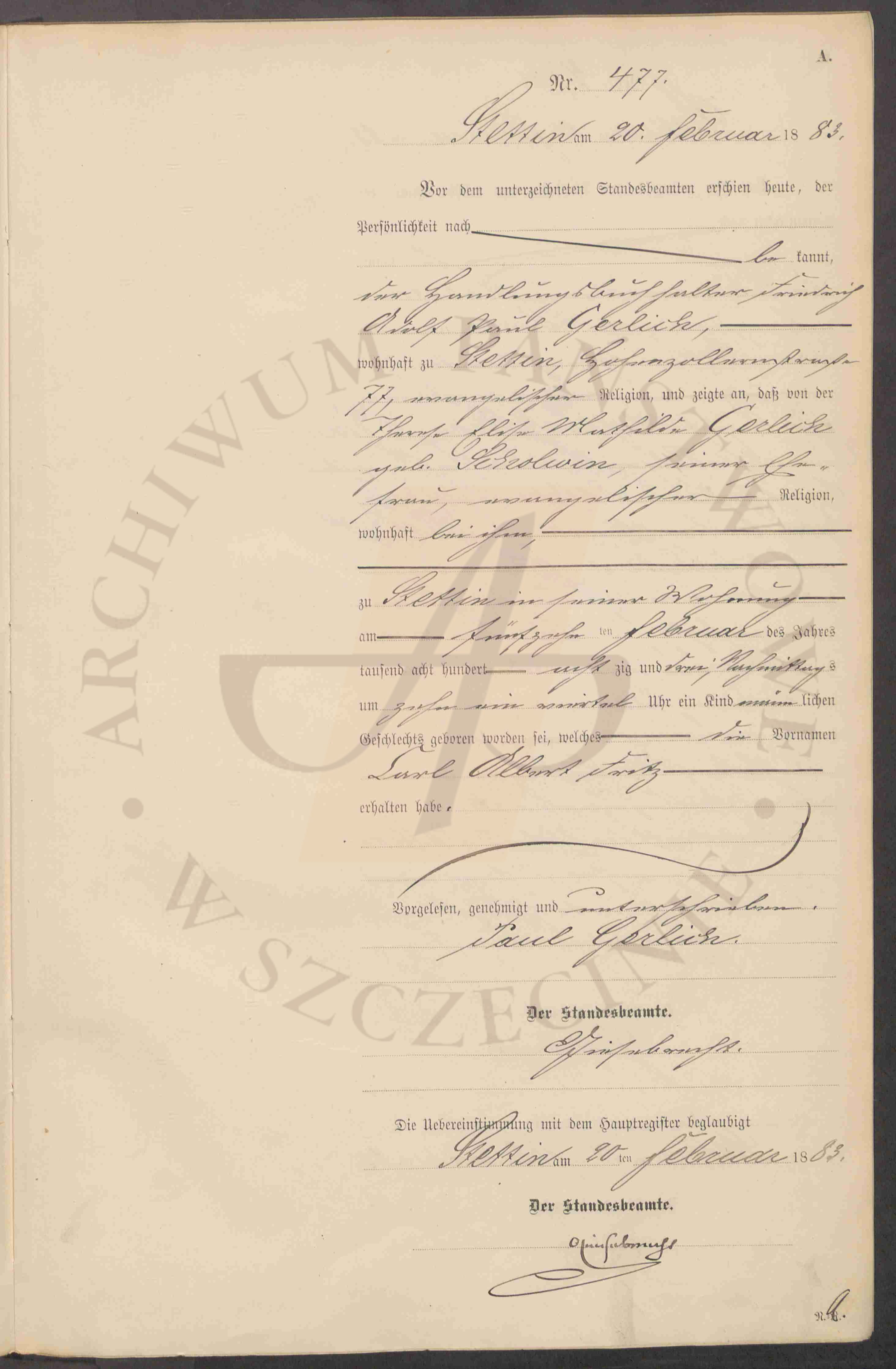
Geburtsurkunde von Fritz Gerlich aus dem Stadtarchiv Stettin

### Frühe Jahre
Fritz Gerlich wuchs als ältester von vier Söhnen des Stettiner Fischgroßhändlers und Kaufmanns Paul Gerlich in einem calvinistisch geprägten Elternhaus in Stettin auf. Ab Herbst 1889 besuchte er das Stettiner Marienstiftsgymnasium; vier Jahre später wechselte er in die Gymnasialstufe. 1901 empfing er sein Reifezeugnis. Am 9. Oktober 1920 heiratete er in München Sophie Botzenhart, geb. Stempfle (1883–1956).
Ab 1902 studierte Gerlich Mathematik und Physik an der Universität Leipzig, ab 1903 Geschichte und Anthropologie an der Universität München, wo er sich auch in der Freien Studentenschaft engagierte. 1907 promovierte er bei Karl Theodor von Heigel zum Dr. phil. In seiner Abschlussprüfung schnitt er so gut ab, dass man ihn verdächtigte, die Prüfungsthemen gekannt zu haben, worauf Gerlich anbot, sich nochmals mit anderen Themen prüfen zu lassen und dabei wiederum sehr gut abschnitt. Neben seiner Tätigkeit als Historiker im bayerischen Staatsarchivdienst publizierte er zahlreiche Artikel zu antisozialistischen und völkisch-deutschkonservativen Themen in den Süddeutschen Monatsheften, der von ihm gegründeten Wochenzeitschrift Die Wirklichkeit und den Historisch-politischen Blättern für das katholische Deutschland. 1917 gehörte er zum engeren Ausschuss des bayerischen Landesvereins der Deutschen Vaterlandspartei.

### Weimarer Republik
1919 engagierte Gerlich sich gegen die Münchner Räterepublik. Von 1920 bis 1928 war er Chefredakteur der Münchner Neuesten Nachrichten (MNN), in deren Nachfolge sich die Süddeutsche Zeitung sieht. Finanziers aus der rheinischen Schwerindustrie, die die MNN übernommen hatten, waren auf den rechten Publizisten Gerlich aufmerksam geworden und vertrauten ihm die Leitung der MNN an. In der Redaktion pflegte er einen kollegialen Arbeitsstil und korrigierte auch seine eigenen Leitartikel nach Kritik der Redakteure. Bis zum Hitlerputsch 1923 unterstützte er die Nationalsozialisten. Die Rede von Gustav von Kahr im Bürgerbräukeller am Tag des Putsches war von Gerlich geschrieben worden. Danach vollzog Gerlich eine politische Wende und war nun auch der Außenpolitik von Gustav Stresemann wohlwollend gegenüber eingestellt, was ihn in Konflikt mit seiner Verlagsleitung brachte. Gerlich schied am 1. Februar 1928 nach Auseinandersetzungen mit der Verlagsleitung bei den MNN aus. Gerlich war impulsiv und jähzornig, wobei er nicht nur in der Redaktion handgreiflich und ausfallend wurde. Dort warf er beispielsweise in betrunkenem Zustand ein Bierglas nach dem Verlagsdirektor Otto Pflaum und beschimpfte den Seniorchef Friedrich Trefz. Sein Verhalten führte auch zu Beleidigungsklagen; seine Ehefrau ertrug seine Wutanfälle nicht mehr und verließ ihn.
1923, mit dem Hitlerputsch, wandelte sich Gerlich von einem eher national-autoritär gesinnten Sympathisanten der nationalsozialistischen Bewegung zu einem engagierten Kritiker und Gegner Adolf Hitlers. Die Ablehnung des Totalitarismus durch Fritz Gerlich gründete sich auf das Naturrecht als Menschenrecht. Zudem hatte Gerlich 1927 in Konnersreuth die Mystikerin Therese Neumann und den Kreis um sie herum kennengelernt. Neumann und der Konnersreuther Kreis – darunter der Kapuziner Ingbert Naab  – waren dem Nationalsozialismus gegenüber ausgesprochen kritisch und ermunterten Gerlich zum Widerstand gegen die NSDAP. Gerlich konvertierte im September 1931 zum römisch-katholischen Glauben. Seine Erfahrungen mit Therese Neumann beschrieb Gerlich 1929 in zwei Bänden.
Im August 1929 wechselte Gerlich wieder in den Archivdienst. 1930 übernahm er die Herausgabe und Chefredaktion der katholischen Zeitschrift Illustrierter Sonntag (finanziert durch den Fürsten Erich von Waldburg-Zeil, den er aus Konnersreuth kannte), die ab 1932 unter dem Titel Der gerade Weg erschien und sich konsequent gegen Hitler und die NSDAP wandte. Fritz Gerlich schrieb einmal: „Nationalsozialismus heißt: Lüge, Hass, Brudermord und grenzenlose Not.“ Die Zeitung wurde auch durch Preisausschreiben und sich an den Geschmack der breiten Masse wendende Artikel populär und erreichte Auflagen von mehr als 100.000. Die Schlagzeilen erschienen in roten Lettern, und Gerlich bediente sich einer eindeutigen Sprache. Sie wurde in derselben Druckerei gedruckt wie der Völkische Beobachter, wobei Gerlich und Hitler sich oft begegneten. Nach einer Schlagzeile, in der er die Nationalsozialisten Hetzer, Verbrecher und Geistesverwirrte titulierte, bekam Hitler einen Wutanfall und verlangte vom Drucker, Gerlichs Zeitung zu kündigen. Danach wechselte Gerlich zu einer katholischen Druckerei.
Bis zum Schluss warnte Gerlich vor der Gefahr und den Folgen einer „Machtergreifung“ der Nationalsozialisten und versuchte sie zu verhindern. Eindringlich mahnte er: Ihr, die ihr diesem Betruge eines von der Gewaltherrschaft Besessenen verfallen seid erwacht ! Es geht um Deutschland, um Euer, um Eurer Kinder Schicksal.

### NS-Zeit und Ermordung
Nach der Machtergreifung der Nationalsozialisten blieb Gerlich, obwohl er gewarnt wurde, dass er nun stark gefährdet sei, und obschon Freunde ihm anboten, ihn ins Ausland zu bringen, in Deutschland, mit der Begründung, er wolle die Redaktion seiner Zeitung nicht im Stich lassen.
Am 9. März 1933 wurde Gerlich in den Redaktionsräumen des Geraden Wegs von einem SA-Trupp überfallen, misshandelt und gefoltert (ein SA-Mann sprang im Münchner Polizeipräsidium mit voller Wucht auf seine Hände, damit er nie wieder schreiben konnte) und anschließend in Schutzhaft genommen. Erich von Waldburg-Zeil forderte am 11. März 1933 beim Staatskommissar z. b. V. im Staatsministerium, Hermann Esser (NSDAP), für Gerlich das „Recht auf einen Arzt und priesterlichen Beistand“.
Zeitungen in Österreich und der Schweiz berichteten im März 1933 über Gerlichs Verhaftung und Misshandlung. Der Erzbischof von München und Freising, Michael von Faulhaber, veranlasste am 19. März 1933 von Rom aus telegrafisch, dass Gerlich und der vier Tage nach ihm verhaftete Schriftleiter der Münchner Neueste Nachrichten, Erwein von Aretin, seelsorglichen Beistand erhielten.
In der Nacht vom 16. zum 17. Mai 1933 misshandelten zwei SA-Angehörige Gerlich im Polizeigefängnis erneut.
Gerlich blieb mehr als 16 Monate in München in „Schutzhaft“, die er größtenteils im Polizeigefängnis in der Ettstraße verbrachte. Mitgefangenen gegenüber äußerte er während seiner Haftmonate wiederholt, dass man ihn ermorden werde, weil er zu viel über das Vorleben und die verbrecherischen Taten der neuen Machthaber wisse. Dazu gab er an, detaillierte Kenntnis über die Täterschaft von Goebbels und Göring am Reichstagsbrand zu haben und darüber, dass Hitler 1931 seine Nichte Geli Raubal erschossen habe.
Am Abend des 30. Juni 1934 wurde Gerlich im Zuge der „Röhm-Affäre“ von Beamten der Bayerischen Politischen Polizei aus dem Gefängnis der Polizeidirektion in der Ettstraße abgeholt und ins KZ Dachau gebracht. Dort wurde er nach seiner Ankunft auf den Schießstand des Lagers gebracht und dort zusammen mit dem ehemaligen Kampfbundführer Paul Röhrbein von einem Peloton aus SS-Leuten unter dem Kommando des SS-Sturmführers Wilhelm Breimaier bei Scheinwerferlicht erschossen.
Gerlichs Leiche wurde wie die Leichen der meisten anderen Opfer des „Röhmputsches“ in Dachau am 3. Juli 1934 mit einem Möbelwagen in das Städtische Krematorium auf dem Münchner Ostfriedhof transportiert und dort eingeäschert. Damit missachtete man seine religiösen Glaubensgrundsätze, da die Kremierung für Katholiken damals nicht zulässig war.

## Erinnerung

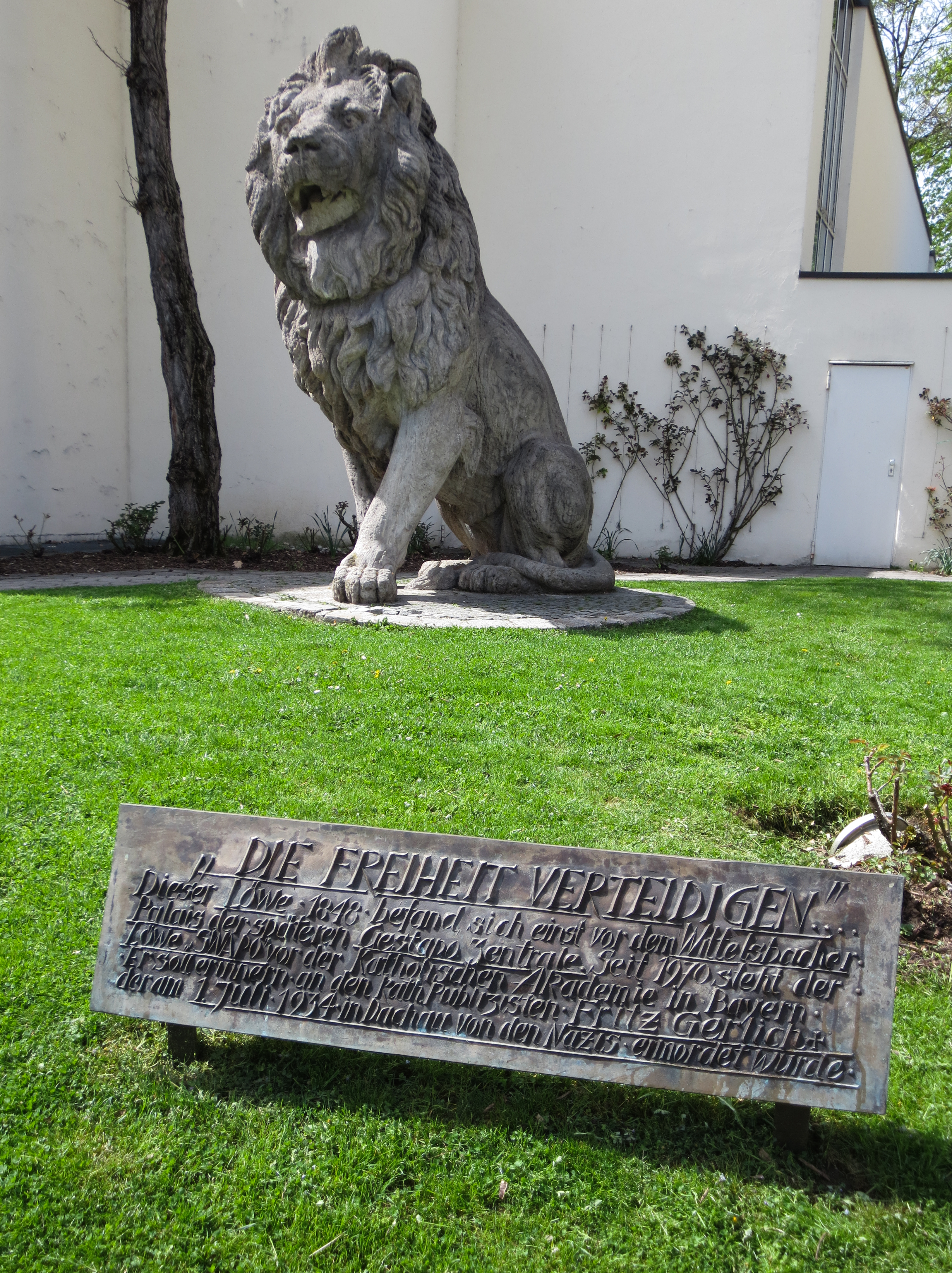
Löwe mit Gedenktafel für Fritz Gerlich an der Katholischen Akademie Bayern

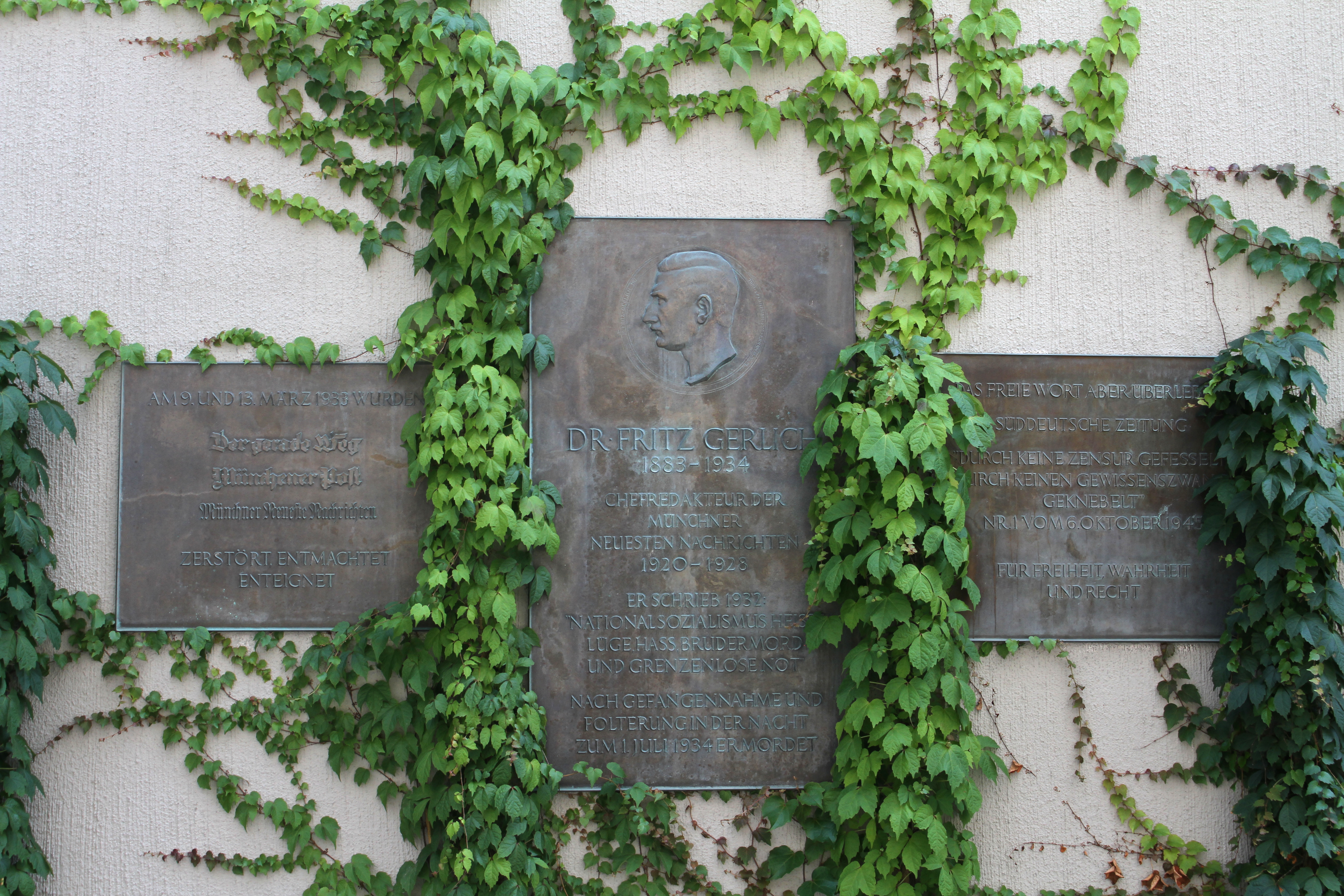
Gedenktafel (Mitte) am Nachfolgebau des ehemaligen Verlagsgebäudes der Süddeutschen Zeitung

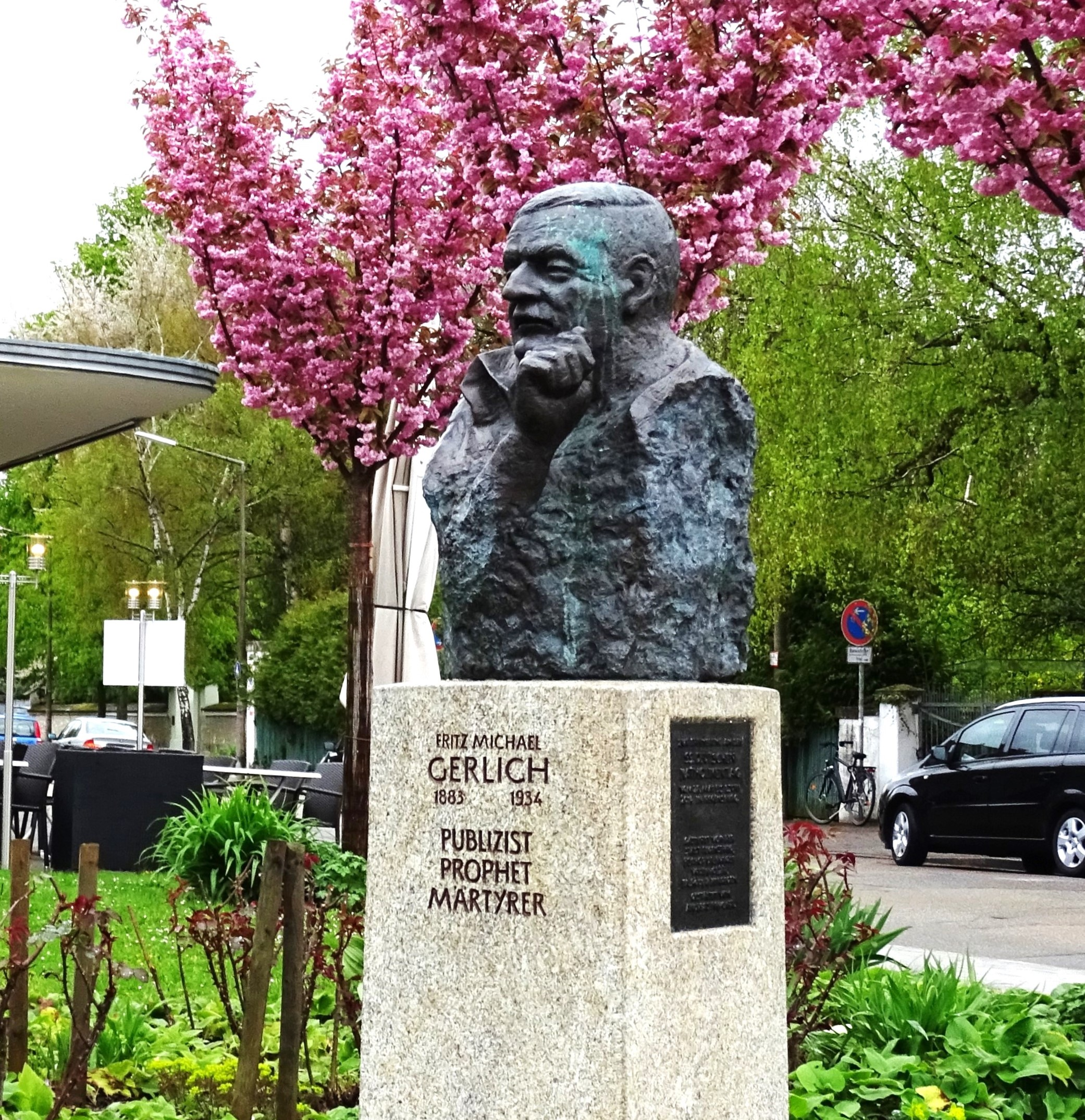
Fritz Gerlich-Büste in der Gerlichstraße in Regensburg

Der Historiker Rudolf Morsey wurde Anfang der 1990er Jahre auf die erhaltenen Briefe und Schriften Gerlichs, der damals fast vergessen war, aufmerksam. Seitdem setzte Morsey sich dafür ein, dass Gerlich bekannter wird. Morsey trug dazu bei, dass das Bayerische Hauptstaatsarchiv 2018 Gerlichs Nachlass als Schenkung erhielt.
Seit dem Jahr 2009, dem 75. Jahr seiner Ermordung, widmet Stattreisen München e. V. Fritz Gerlich und dessen Zeitung einen Stadtrundgang. Anlässlich dieses Jahrestages erstellte die katholische Seelsorge an der KZ-Gedenkstätte Dachau die Wanderausstellung „Fritz Gerlich (1883–1934) – Als Journalist gegen Hitler“.
In München erinnern heute mehrere Stätten an Fritz Gerlich:
- eine 1984 von Wolf Hirtreiter geschaffene Gedenktafel an seinem ehemaligen Wohnhaus in der Richard-Wagner-Straße 27
- eine Bronzetafel an einem Neubau am Standort des ehemaligen Verlagsgebäudes der Süddeutschen Zeitung in der Hofstatt in der Altstadt
- eine 1994 angebrachte Gedenktafel unter der Löwenfigur des ehemaligen Wittelsbacher Palais beim Gebäude der Katholischen Akademie in Bayern in der Mandlstraße 23
- eine Bronzebüste des Bildhauers Andreas Prucker am Sitz des Landesverbandes der Katholiken in Wirtschaft und Verwaltung (KKV) in der Brienner Straße 39.[13]
- eine Gedenktafel in den Amtsräumen der Abteilung V des Bayerischen Hauptstaatsarchivs  (Ludwigstraße 14).

1947 wurde die Gerlichstraße in Pasing-Obermenzing nach ihm benannt. An Fritz Gerlich erinnern außerdem Straßen in Landshut, Neusäß, Neuss, Pullach im Isartal und im Stadtteil Innerer Westen von Regensburg. In Regensburg steht zudem in der Gerlichstraße eine vom Bildhauer Andreas Prucker geschaffene Bronzeskulptur. Im März 2023 erhielt das Seniorenzentrum der Caritas Regensburg den Namen „Fritz-Gerlich-Haus“.
Die katholische Kirche hat Fritz Michael Gerlich als Glaubenszeugen in das deutsche Martyrologium des 20. Jahrhunderts aufgenommen.

## Seligsprechungsprozess
Das Erzbistum München und Freising hat das Verfahren zur Seligsprechung von Fritz Gerlich eingeleitet. Mit einem Gottesdienst im Liebfrauendom wurde es am 16. Dezember 2017 offiziell eröffnet.

## Fritz Gerlich Preis | Propeller Preis
Die mehrheitlich im Besitz katholischer Bistümer befindliche Tellux-Gruppe verleiht im Rahmen des Filmfests München den mit 10.000 Euro dotierten Fritz Gerlich Preis – den einzigen katholischen Filmpreis in Deutschland – für zeitgenössische Spiel- oder Dokumentarfilme, die in couragierter Weise ein öffentlich diskutiertes Thema aufgreifen, das sich mit Widerstand gegen Intoleranz und Diktatur, Machtmissbrauch, Verfolgung und Erniedrigung befasst. Außerdem wird seit 2023 der Propellerpreis verliehen für Formate, die sich im Geiste von Fritz Gerlich gesellschaftlich relevanten Themen widmen. Gesucht werden dabei innovative Young-Adult-Formate, die schwerpunktmäßig ein junges Publikum unter 35 Jahren ansprechen.

## Archivische Überlieferung
Gerlich Nachlass gelangte, nachdem er sich Jahrzehnte lang in privater Hand befand, 2018 auf Vermittlung von Rudolf Morsey in das Bayerische Hauptstaatsarchiv in München, wo er seither der Öffentlichkeit zur Einsichtnahme zur Verfügung steht (BayHStA, NL Gerlich Fritz). Er umfasst 70 Akteneinheiten.

## Schriften
- Das Testament Heinrichs VI. Versuch einer Widerlegung. Berlin 1907. Nachdruck Kraus, Vaduz 1965.
- Geschichte und Theorie des Kapitalismus. Duncker & Humblot, München, Leipzig 1913 (online).
- Der Kommunismus als Lehre vom Tausendjährigen Reich. H. Bruckmann, München 1920 (online).
- Die stigmatisierte Therese Neumann von Konnersreuth. J. Kösel & F. Pustet, 2 Bände, München 1929.
- Der Kampf um die Glaubwürdigkeit der Therese Neumann. Eine Auseinandersetzung mit den Professoren Wunderle und Mager. Naturverlag, München 1931 (online).
- Prophetien wider das Dritte Reich. Aus den Schriften des Dr. Fritz Gerlich und des Paters Ingbert Naab O.F.M.Cap. Gesammelt von Dr. Johannes Steiner. Schnell & Steiner, München 1946.

## Filme
- Juri Köster: Auf dem Geraden Weg. Leben und Widerstand Fritz Gerlichs. Dokumentarfilm 2013/2014, 45 min.[21]
- In dem TV-Film Hitler – Aufstieg des Bösen (2003) wird Gerlichs Leben ab 1919 bis zu seinem Tod in einer Nebenrolle dargestellt, gespielt von Matthew Modine.